# Madens dagvattenpark

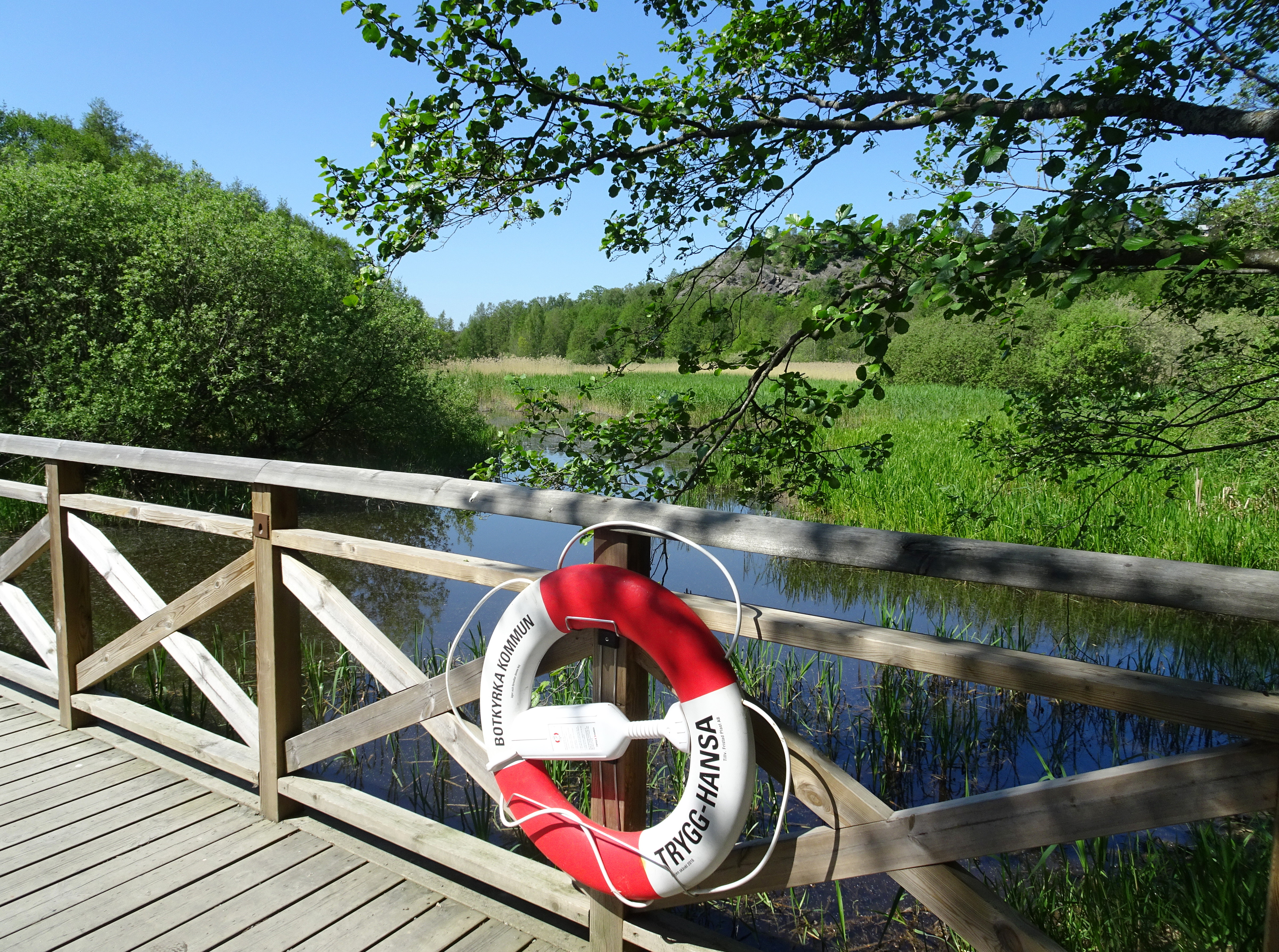
Madens dagvattenpark, 2018.

Madens dagvattenpark är en vattenreningsanläggning för dagvatten i södra delen av Tullingesjön i Botkyrka kommun. Anläggningen togs i bruk i oktober 2016.

## Beskrivning
Namnet ”Maden” kommer från ordet mad som betyder sankmark, kärr eller våt ängsmark. Innan dagvattenparken anlades fanns här otillgänglig träskmark, samtidigt rann dagvattnet från stora delar av Tullinge orenat ut i Tullingesjön, vilket ledde till övergödning och förorening av sjön. 
Arbetena med dagvattenparken började år 2013. Området omfattar 6,5 hektar och begränsas av Tullinge strand i öster och Båtstigen i söder. Reningsanläggningen gestaltades som en park med nyplanteringar, belysta och tillgänglighetsanpassade promenadvägar, sittplatser och gångbroar. I parken finns två tennisbanor och ett grillhus där allmänheten kan grilla. Skyltar i parken informerar om vilka fåglar som trivs på platsen. Dagvattnet leds via Sågbäcken och Sågsjön innan det passerar olika reningssteg i dagvattenparken där det bland annat sedimenteras. Vattnet kommer sedan ut rent i Tullingesjön.

## Bilder

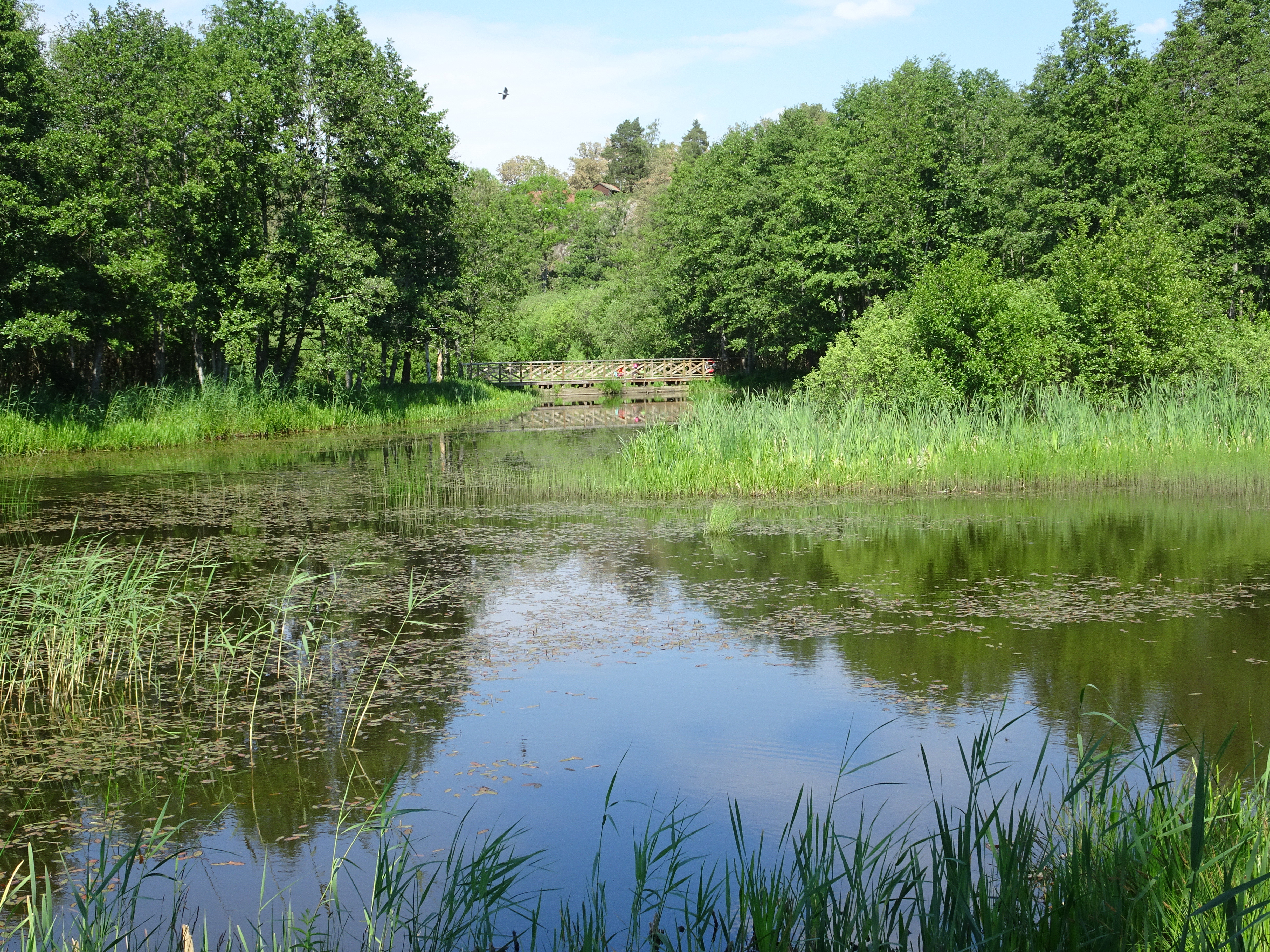
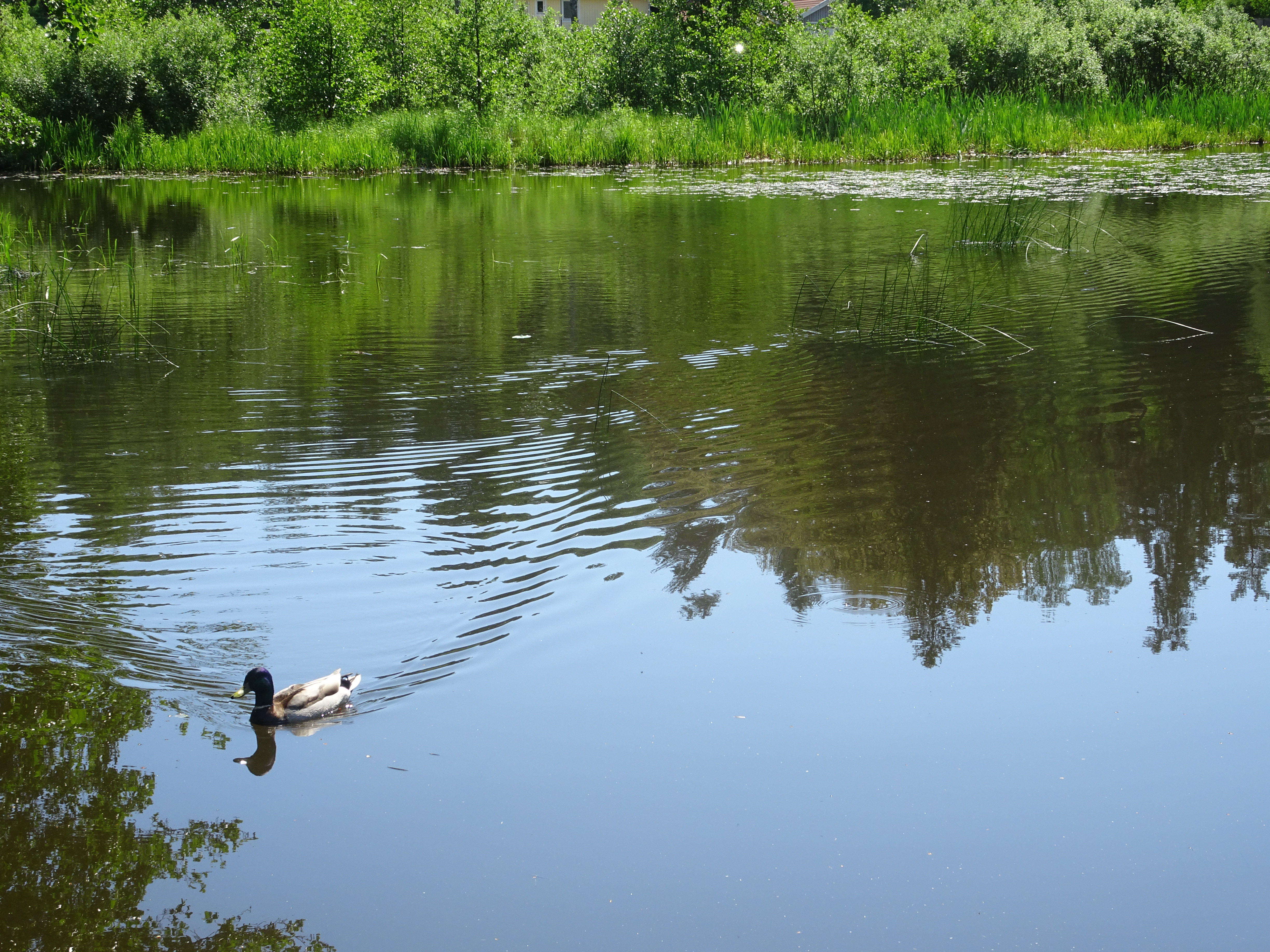
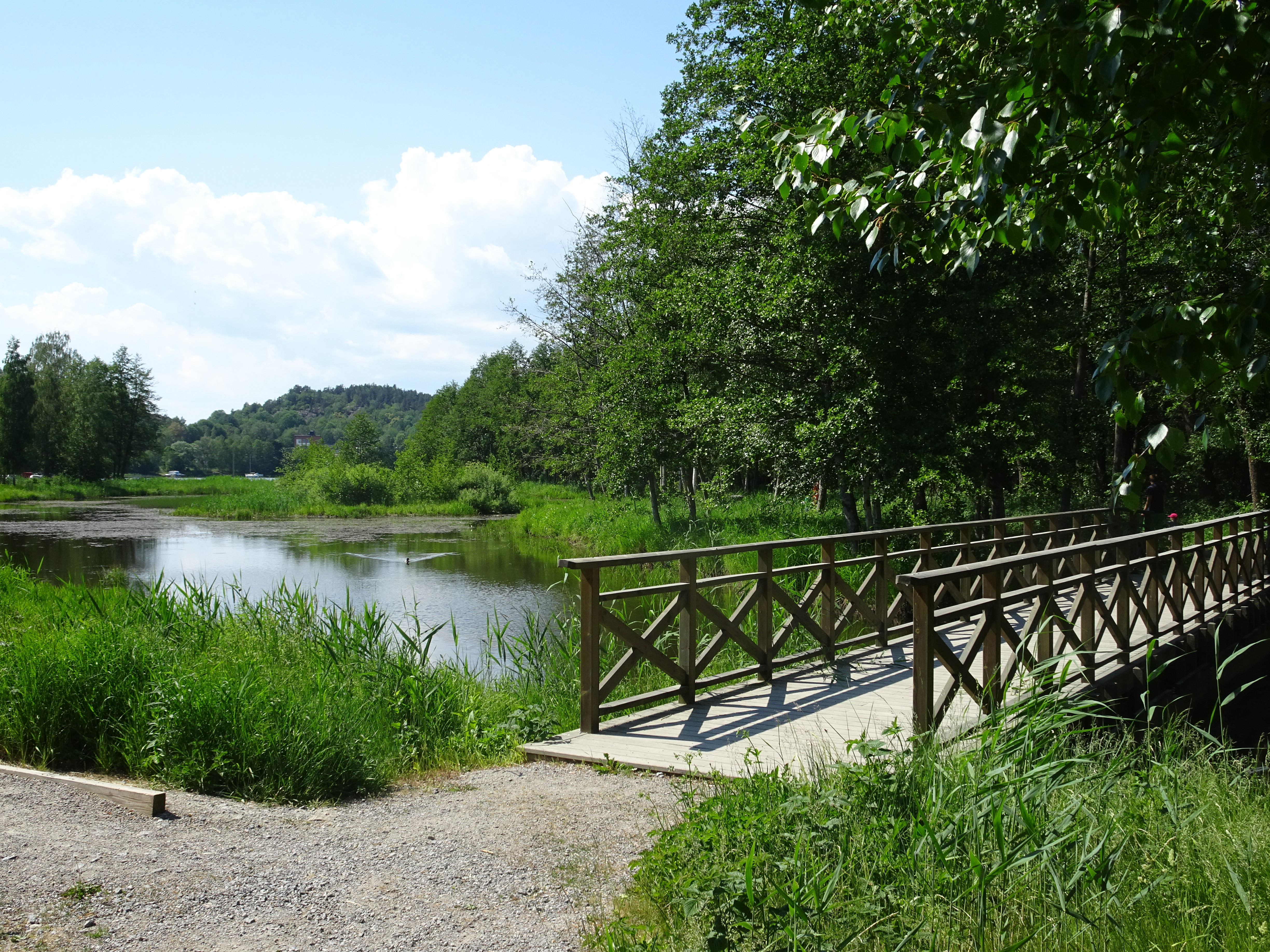
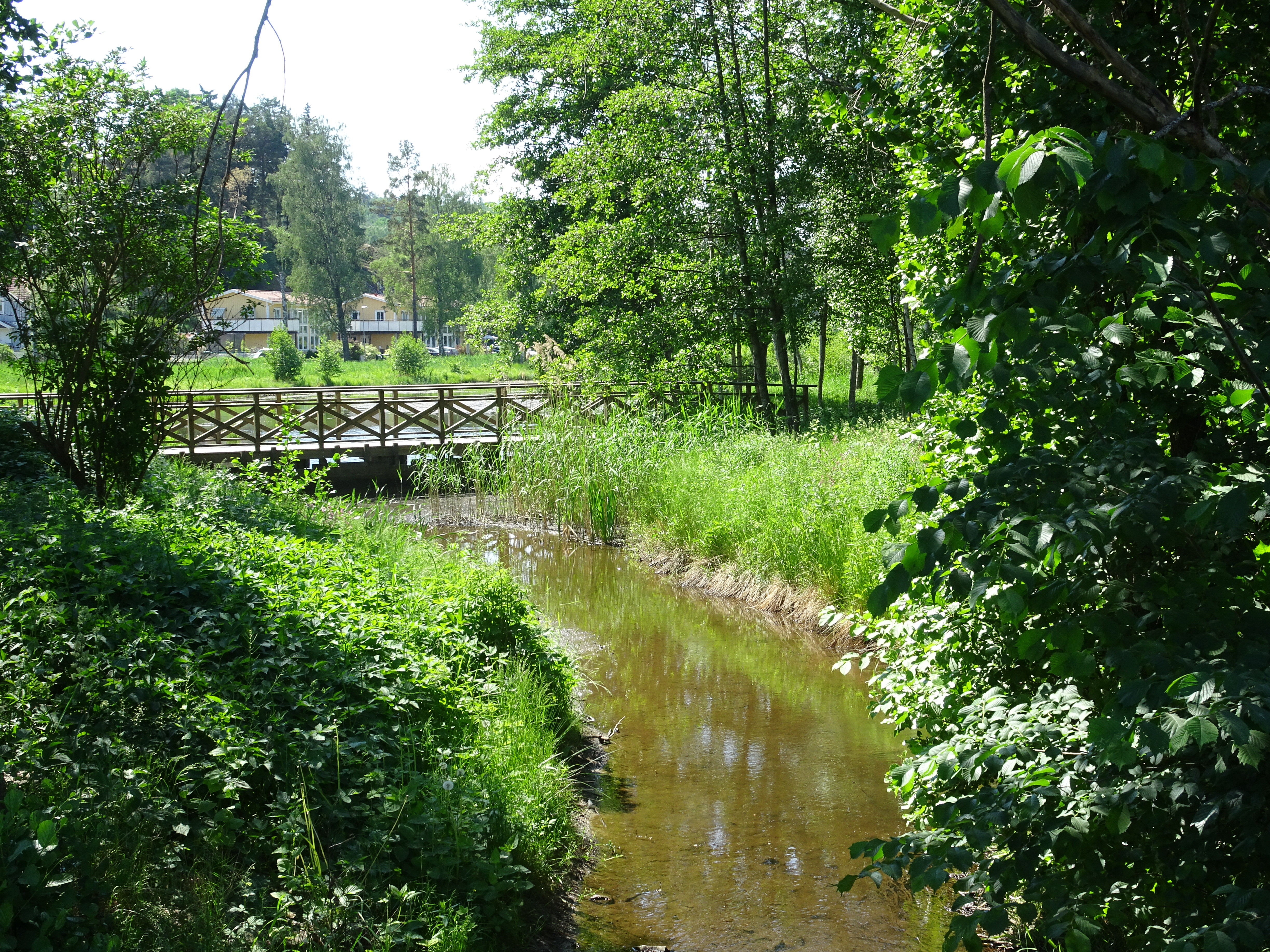